# Ким Клейстерс
Ким Клейстерс (на нидерландски: Kim Clijsters)  е белгийска тенисистка, първа в световната ранглиста от 11 август до 20 октомври 2003, когато е изместена от сънародничката си Жустин Енен-Арден.
Отказва се от тениса на 6 май 2007 г. Омъжва се за баскетболиста Брайън Линч и ражда дъщеря си Джейда през февруари 2008 г.
През 2009 г. отново се завръща в професионалния тенис, като на турнира в Синсинати побеждава последователно три топ-тенисистки Марион Бартоли, Пати Шнидер и Светлана Кузнецова, но на четвъртфиналите губи от №1 в световната ранглиста за жени Динара Сафина. През септември триумфира за втори път в турнир от Големия шлем, побеждавайки на финала на Откритото първенство на САЩ Каролине Возняцки. През 2010 г. печели турнира „Сони Ериксон“, проведен в Маями, САЩ.

## Кариера

### Победи в турнири от Големия шлем (4)
| Година | Турнир                          | Съперник          | Резултат            |
| 2005   | Открито първенство на САЩ       | Мери Пиърс        | 6 – 3, 6 – 1        |
| 2009   | Открито първенство на САЩ (2)   | Каролине Возняцки | 7 – 5, 6 – 3        |
| 2010   | Открито първенство на САЩ (3)   | Вера Звонарьова   | 6 – 2, 6 – 1        |
| 2011   | Открито първенство на Австралия | Ли На             | 3 – 6, 6 – 3, 6 – 3 |

### Загубени финали в турнири от Големия шлем (4)
| Година | Турнир                          | Съперник          | Резултат              |
| 2001   | Ролан Гарос                     | Дженифър Каприати | 6 – 1, 4 – 6, 10 – 12 |
| 2003   | Ролан Гарос                     | Жустин Енен–Арден | 0 – 6, 4 – 6          |
| 2003   | Открито първенство на САЩ       | Жустин Енен–Арден | 5 – 7, 1 – 6          |
| 2004   | Открито първенство на Австралия | Жустин Енен–Арден | 3 – 6, 6 – 4, 3 – 6   |